# جيمي رودجرز (مغني كانتري)
جيمس تشارلز «جيمي» رودجرز (بالإنجليزية: Jimmie Rodgers) (8 سبتمبر 1897 - 26 مايو 1933)، هو مغني كانتري أمريكي في بدايات القرن العشرين عرف على نحو واسع بغنائه لليودل الإيقاعي. وهو أحد أوائل نجوم ورواد موسيقى الكانتري، رودجرز معروف كذلك بألقاب مثل عامل المكابح المغني، مغني اليودل الحزين، وأب موسيقى الكانتري.

## سيرته
ولد رودجرز في ميريديان، ميسيسيبي؛ ولكن كما ذكر في وثائق وقع عليها رودجرز لاحقا في حياته، فقد أدرج أن مسقط رأسه كان جايجر، ألاباما في بيت أجداده من أبيه. وقد بحث المؤرخون تفاصيل تلك الوثيقة، بمن فيهم نولان بورترفيلد وباري مازور، حيث يعتقدون أن باين سبرينغز في ميسيسيبي، وتقع شمل ميريديان، بأنها مسقط رأسه. ماتت أم رودجرز وهو بعمر ستة أو سبعة سنوات تقريبا، وكان جيمس، الأصغر من ثلاثة أبناء، يعيش مع عدة أقرباء في جنوب شرق ميسيسيبي وجنوب غرب ألاباما. ثم عاد ليعيش مع أبيه، آرون رودجرز، رئيس عمال صيانة الطريق على سكة حديد موبيل وأوهايو، والذي استقر مع زوجته الجديدة في ميريديان.

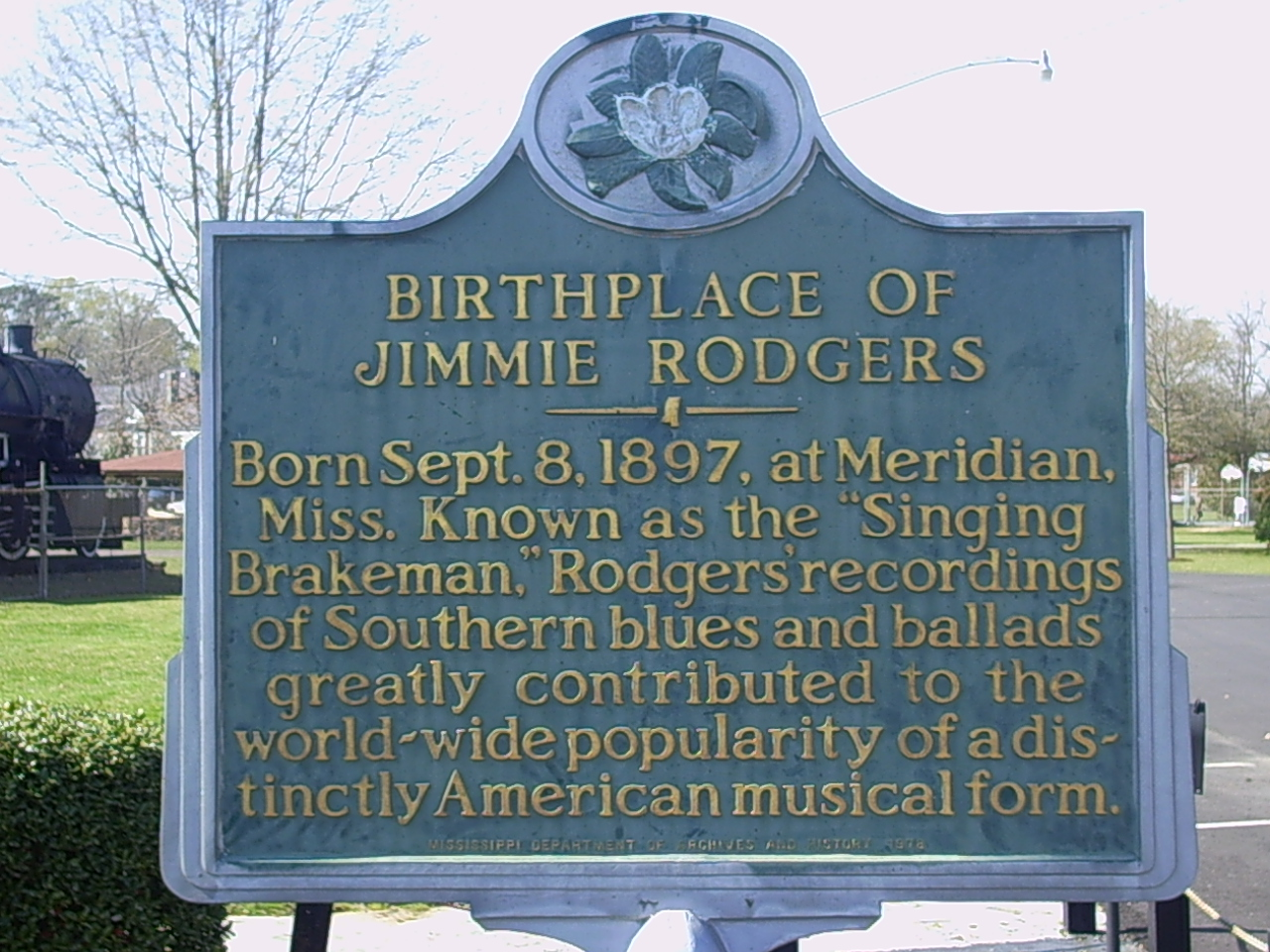
Marker in Meridian, Miss.

## مسيرته الغنائية
بدأت علاقة رودجرز بالغناء في عمر مبكر، وبدأ يقدم العروض في عمر 13 عاما، لكن أباه كان يرجعه في كل مرة. وعمل رودجرز مع أبيه على سكة الحديد في توصيل المياه. هنا تعلم العزف عن طريق عمال القطار والمتشردين. بعد سنوات قليلة، أصبح عامل مكابح على سكة حديد نيو أورلينز ونورثويسترن، وهو العمل الذي شغله من قبله أخوه الأكبر والتر، وهو مرشد على سكة حديد ميريديان ونيو أورلينز.
في 1924 أصيب رودجرز بالسل وهو بعمر 27. وتوقف بسبب هذا عن عمله على السكة بشكل مؤقت، لكن في نفس الوقت أعطاه الفرصة للعودة إلى الغناء. وبدأ بتنظيم عروض جوالة وغنّى عبر جنوب الولايات المتحدة، ومرة أخرى عاد إلى بلدته بعد أن حطّم إعصار خيمته. وعاد إلى العمل كعامل مكابح في ميامي، لكن مرضه كلفه عمله مجددا. وانتقل إلى توسن، أريزونا وعمل كعامل تحويل في سكة حديد جنوب ساحل الهادي. وظل في هذا العمل لأقل من السنة، وعادت عائلة رودجرز (التي تضمنت زوجته كاري وابنته أنيتا في ذلك الوقت) إلى ميريديان في أوائل العام 1927.

## نجاحه
قرر رودجرز السفر إلى آشفيل، كارولاينا الشمالية في وقت لاحق من تلك السنة. في 18 أبريل 1927، في 9:30 مساء، غنى جيمي على الراديو أول مرة مع أوتيس كويكندال على محطة WWNC، وهي أول محطة إذاعة في أشفيل. بعد شهور قليلة ضم رودجرز معه مجموعة من الفنانين من بريستول، تينيسي في فرقة اسمها تينيفا رامبلرز ليظهر بعدها على برنامج أسبوعي على المحطة بعنوان «فنانو جيمي رودجرز».
في أواخر يوليو 1927، علم زملاء رودجرز بأن رالف بير، ممثل شركة فيكتور للآلات الناطقة، سيأتي إلى بريستول لتنظيم تجارب أداء للموسيقيين المحليين. وصل رودجرز والفرقة إلى بريستول في 3 أغسطس 1927، واختبرهم بير في مخزن فارغ. ووافق على أن يسجل أغانيهم في اليوم التالي. وفي تلك الليلة، تناقشت الفرقة حول إصدار الاسم على الأسطوانة، فانفصلوا بعد نقاش حاد بينهم، وأتى رودجرز جلسة التسجيل في الصباح التالي وحده. وفي يوم الأربعاء 4 أغسطس، أكمل جيمي رودجرز جلسته التسجيلية الأولى لفيكتور. ودامت الجلسة من الساعة 2:00 مساء إلى 4:20 مساء وسجل أغنيتان في الاسطوانة الاختبارية، وتلقى 100 دولار.
أصدرت الأسطوانة في 7 أكتوبر وحققت نجاح بسيطا. صمم رودجرز أكثر على دخول عالم الغناء، وتوجه إلى مدينة نيويورك في نوفمبر في محاولة منه ليصدر أسطوانة أخرى مع بير. وافق بير على تسجيل موسيقاه ثانية، واجتمع الاثنان في فيلادلفيا قبل السفر إلى استوديوهات فيكتور في كامدن، نيو جيرسي. وسجل في هذه الجلسة أربع أغاني، منها أغنية «تي فور تكساس». بيع من هذه الأغنية في السنتين القادمتين نصف مليون نسخة تقريبا، فأطلقت رودجرز نحو النجومية. بعد هذا، بدأ يقرر مواقيت جلسات بير وفيكتور، وكانت تنفذ التذاكر في الأماكن التي يغني فيها.
على مدى السنوات القليلة القادمة، كان جدول رودجرز مشغولا جدا. ومثل في فيلم قصير لشركة كولومبيا، بعنوان عامل المكابح المغني، وسجل العديد من الأغاني في كافة أنحاء البلاد. وأدى الحفلات مع الفنان الفكاهي ويل روجرز كجزء من جولة قام بها الصليب الأحمر عبر الغرب الأوسط. وفي 16 يوليو 1930، سجّل أغنية «اليودل الحزين رقم 9» مع عازف الجاز لويس أرمسترونغ، وعزفت زوجته ليليان البيانو على الأغنية.
وهناك أغنية كتبها كلايتون ماكميتشن بعنوان Prohibition Has Done Me Wrong ولم يتم إصدارها، من المحتمل أن هذا كان بسبب نزاع حول حقوق النشر مع كولومبيا. وقالت جوانيتا ماكميتشن لينتش، أن بير رأى بأن الأغنية كانت مثيرة للجدل في وقتها. ووضعت الأغنية على جنب وفقدت بعد ذلك.

## سنواته الأخيرة
سجّل رودجرز أغانيه التالية في أغسطس 1932 في كامدن، وكان من الواضح أن السل انتصر عليه. ترك الحفلات بذلك الوقت، لكن كان عنده برنامج إذاعي أسبوعي في سان أنطونيو، تكساس، حيث انتقل هناك عندما نجحت أغنية «تي فور تكساس». ومكنته المداخيل من أغانيه من بناء بيت كبير لعائلته في كيرفيل في تكساس، وقد اختار هذا الموقع لأسباب صحية. لكن رودجرز لم يكن يخطط للبقاء في مكانه، وأضعفته حفلاته العديدة وجدوله الممتلئ وضعفت معها فرصته في التعافي من السل.
عندما أصبحت البلاد تحت رحمة الكساد الكبير، بدأت صناعة تسجيل الأغاني تتراجع، لهذا سافر رودجرز ثانية إلى مدينة نيويورك في مايو 1933، ليقوم بمجموعة الجلسات تبدأ من 17 مايو. بدأ يقوم بهذه الجلسات وحده وأكمل أربعة أغاني في اليوم الأول. عاد إلى الإستوديو بعد أن استراح ليوم، وكان عليه أن يغني وهو جالس وذهب إلى فندقه على أمل استعادة نشاطه لإنهاء الأغاني التي كان يتدرب عليها. استأجر مهندس التسجيل موسيقيين لمساعدة رودجرز عندما عاد إلى الإستوديو بعد أيام قليلة، وسجلوا سوية بضعة أغاني. لكنه اختار أن يغني أغنيته الأخيرة وحده.
كان رودجرز ضعيفا جدا خلال جلسته الأخيرة في مدينة نيويورك في 24 مايو 1933، بعد سنوات من منازعته للسل، بحيث كان عليهم إسناده على مهد بين الأغاني. مات جيمي رودجرز بعد يومين في 26 مايو 1933 بسبب نزيف رئوي وهو نزيل في فندق تافت؛ وكان بعمر 35 عاما فقط.

## إرث رودجرز
عندما أسست قاعة مشاهير موسيقى الريف في عام 1961، كانت رودجرز واحدا من أول ثلاثة يضمون إليها (الآخرون كانوا فريد روز وهانك ويليامز). وأدخل رودجرز إلى قاعة مشاهير الشعراء في عام 1970، كذلك أدخل إلى متحف الروك آند الرول في 1986 اعترافا له كأحد أوائل من أثروا عليها. اختيرت أغنية «اليودل الحزين رقم 9» من قبل الصالة الفخرية للروك آند رول كأحد 500 أغنية شكلت الروك أند رول. وضع رودجرز في المرتبة 33 على استفتاء سي إم تي بين أعظم أربعين رجلا في موسيقى الكانتري في 2003.
بدأ مهرجان جيمي رودجرز التذكاري في ميريديان يعقد سنويا منذ العام 1953 خلال مايو لإحياء ذكرى موت رودجرز. كان المهرجان الأول في 26 مايو 1953، والذي صادف 20 عاما على وفاته.
بدأ كل من جين أوتري وحاكم لويزيانا المستقبلي جيمي ديفس، مسيرتهم كمقلدين لجيمي رودجرز، أما ميرل هاغارد وهانك سنو وليفتي فريزل فقد أصدروا ألبومات تقديرية له. وفي عام 1997 جمع بوب ديلان فنانين معروفين ليغنوا أغاني رودجرز بمناسبة ذكرى 100 سنة على ولادته، بعنوان «أغاني جيمي رودجرز، تقدير». من هؤلاء بونو، أليسون كروس، جيري غارسيا، ديكي بيتس، دوايت يواكام، آرون نفيل، جون ميلنكامب، ويلي نيلسون وآخرون.
في 24 مايو 1978، أصدرت خدمة البريد الأمريكية طابع تذكاري من فئة 13 سنت يكرم رودجرز، وهو الأول في سلسلة طوابع البريد التي تكرم الفنون القديمة. صمم الطابع جيم شارب (الذي صمم عدة طوابع أخرى في هذه السلسلة)، وصوره بزي عامل المكابح وغيتاره وهو يرفع كلا إبهاميه للأعلى، مع قطار يظهر بصورة ظلية في الخلفية.
لم يكن تراث وتأثير رودجرز محصورا على موسيقى الكانتري. يتتبع كتاب «لقاء جيمي رودجرز: كيف غير بطل موسيقى الجذور الأمريكية موسيقى البوب في القرن» الذي صدر عام 2009، تأثير رودجرز عبر تشكيلة واسعة من أنواع الموسيقى عالميا. وكان له تأثيره على شاعر أوزارك فرانك ستانفورد، وعدد من فناني البلوز اللاحقين. كان رودجرز ألمع نجوم الموسيقى الأمريكية بين عامي 1927 و 1933، حيث عمل لنشر البلوز أكثر من أي مغني آخر في زمنه.
أثر رودجرز على العديد من فناني البلوز اللاحقين، مثل مادي ووترز وبيغ بيل بروزني،  وتشيستر آرثر برنيت (المعروف باسم هاولين وولف).
يظهر تأثير رودجرز واضح أيضا على فنانين مثل تومي جونسن، ميسيسيبي شيكس، ميسيسيبي جون هيرت، الذي كانت أغنيته «اترك حوريات البحر تمرح معي» مستندة على أغنية رودجرز «بانتظار قطار». وذكر ألفيس بريسلي أيضا أن جيمي رودجرز كان له تأثير مهم عليه. كما أثر على العديد من فناني السوينغ الغربي مثل مون موليكان وتومي دنكان.
كان فيلم رجل الهونكيتونك من العام 1982، من إخراج وتمثيل كلينت إيستوود، مقتبسا في أجزاء منه على حياة رودجرز.

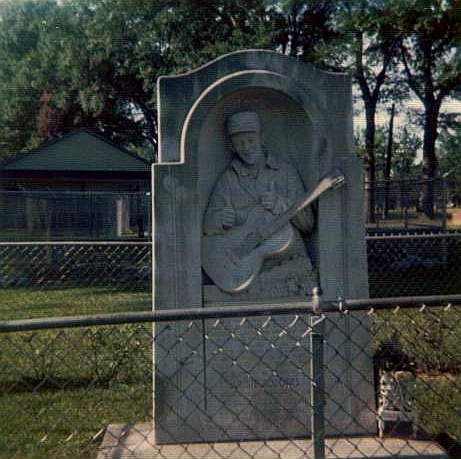
نصب جيمي رودجرز في ميريديان، ميسيسيبي

في مايو 2010 رفع نصب آخر قرب مقبرة رودجرز، يؤشر إلى دوره كأب لموسيقى الكانتري.

## وصلات خارجية
- جيمي روجرز على موقع IMDb (الإنجليزية)
- جيمي روجرز على موقع الموسوعة البريطانية (الإنجليزية)
- جيمي روجرز على موقع ميوزك برينز (الإنجليزية)
- جيمي روجرز على موقع إن إن دي بي (الإنجليزية)
- جيمي روجرز على موقع أول ميوزيك (الإنجليزية)
- جيمي روجرز على موقع ديسكوغز (الإنجليزية)

- الموقع الرسمي
- رودجرز في مؤسسة الشعراء الغنائيين في ناشفيل
- رودجرز في قاعة مشاهير الروك
- Neal, Jocelyn R. The Songs of Jimmie Rodgers. Bloomington: Indiana University Press, 2009.
- Mazor, Barry. Meeting Jimmie Rodgers.  New York., Oxford University Press, 2009.
- Waiting for a Train. A jukebox musical celebrating the life and times of Jimmie Rodgers.